# Ruben Storck
Ruben Storck (* 28. Februar 2004 in Hamburg; bürgerlich Ruben Meiller) ist ein deutscher Filmschauspieler und ehemaliger Kinderdarsteller.

## Leben
Storck ist eines von vier Kindern einer Cellistin und eines Saxophonisten. Ruben Storck ist Cellist und mehrfacher Landes- und Bundespreisträger bei Jugend musiziert. 2015 begann er Schauspielunterricht zu nehmen. 2015 sang er als 11-Jähriger die Knaben-Sopran-Rolle Gustave am Operettenhaus Hamburg in Liebe Stirbt nie/Phantom 2 (Musical).
Am 7. September 2017 lief der Kinofilm Die Pfefferkörner und der Fluch des Schwarzen Königs an, in dem der Kinderdarsteller die Rolle des genialen Computerfreaks Benny spielt. In der 14. Staffel der Kinder- und Jugendserie Die Pfefferkörner des ARD-Senders Das Erste spielt er die Rolle des Benny Jansen in der 9. Detektivgruppe. Ruben Storck wohnt in Hamburg.

## Filmografie (Auswahl)
- 2017: Die Pfefferkörner und der Fluch des Schwarzen Königs | Rolle: Benny
- 2017–2018: Die Pfefferkörner | Fernsehserie | 16 Folgen | Rolle: Benny
- 2019: Die drei !!! | Regie: Viviane Andereggen | Rolle: Michi
- 2019: SOKO Wismar – Lebe lieber Unterirdisch | Fernsehserie | Regie: Dirk Pientka | ZDF | Rolle: Lenny Hidde
- 2020: Tatort: Parasomnia | Fernsehreihe | Regie: Sebastian Marka | ARD | Rolle: Jonas
- 2021: Der Staatsanwalt – Alles vom Leben | Fernsehserie | Regie: Martin Kinkel | ZDF
- 2023: Ouija | Serie | Regie: Thomas Bourguignon | Bigwindow Production & Ufa Fiction
- 2025: Erzgebirgskrimi – Die letzte Note | Fernsehreihe | Regie: Tim Trageser

## Sonstiges
- 2015:	Liebe Stirbt nie/Phantom 2 (Musical) | Regie: Simon Phillips